# St.-Joseph-Gesellschaft vom heiligsten Herzen
Die St.-Josephs-Gesellschaft vom heiligsten Herzen, lat. Societas Sodalium Sancti Joseph a Sacro Corde, engl. St. Joseph’s Society of the Sacred Heart (dort kurz auch Josephite Fathers genannt) Ordenskürzel SSJ, ist eine Ordensgemeinschaft für Männer in der römisch-katholischen Kirche. Ihr Aufgabenbereich liegt in der Ausbildung junger Menschen in den Vereinigten Staaten.

## Geschichte

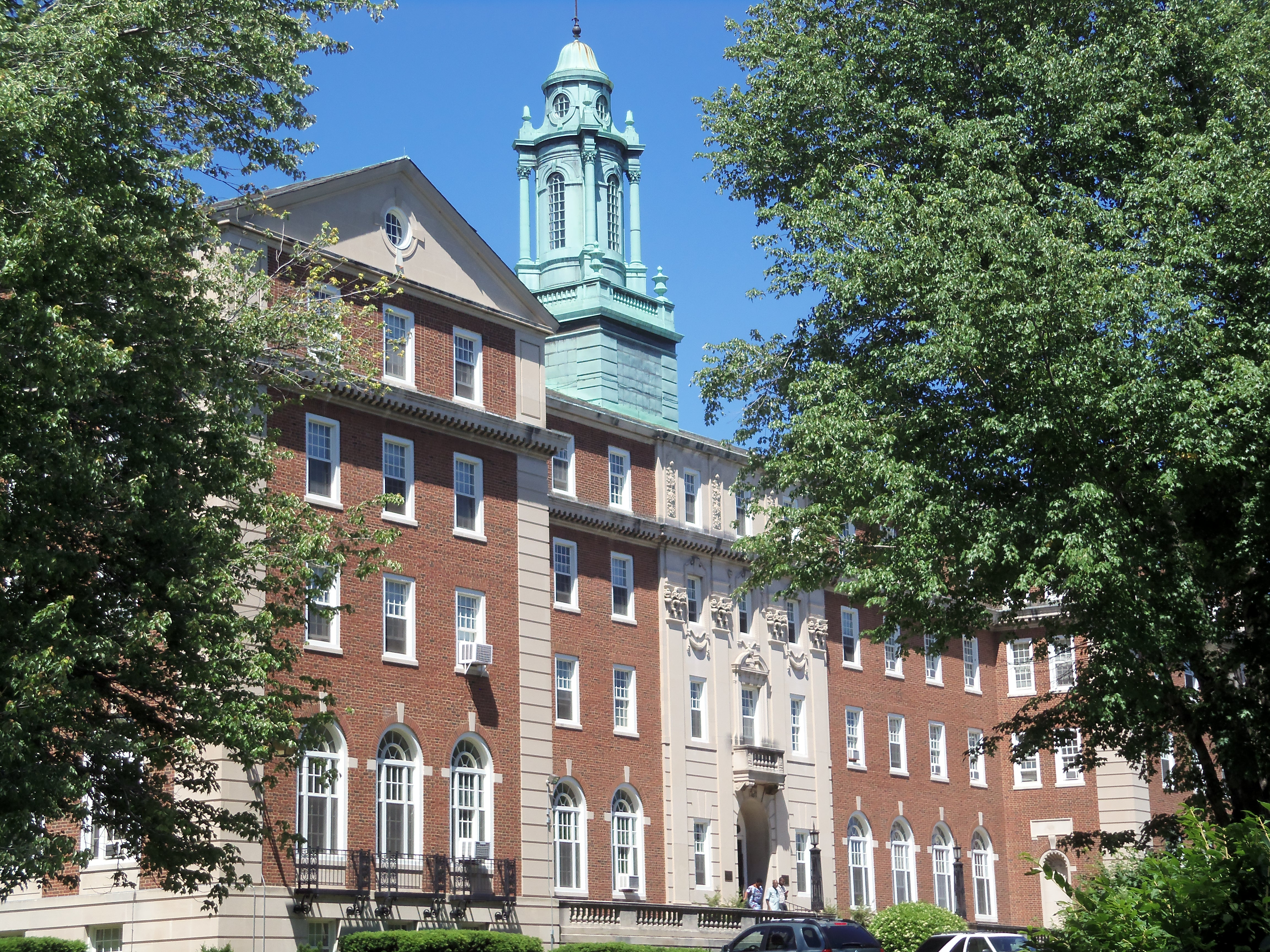
Priesterseminar St. Joseph in Washington, D.C.

Auf Initiative des Erzbischofs Herbert Kardinal Vaughan von Westminster und des Kirchenrates von Baltimore tat sich eine Gruppe von Priestern zusammen, die eine neue Missionsgesellschaft in den Vereinigten Staaten gründeten. Das Ausbildungszentrum lag in London und sollte die Priester auf die pastorale Arbeit mit Afroamerikanern in Amerika vorbereiten. Der Grund lag darin, dass nach dem Sezessionskrieg mehr als sieben Millionen Afroamerikaner keine Schulausbildung oder keinen Berufsabschluss hatten. Zudem war die Kriminalitätsrate deutlich angestiegen. Die Zahl der Einwanderer war zudem auf mehr als 15 Millionen Menschen angestiegen, und der Bedarf an sozialer und seelsorgerischer Hilfe wurde immer deutlicher. Der Schwerpunkt der pastoralen Arbeit in den Staaten sollten die Bundesstaaten Maryland und Louisiana werden. Hier lebten die meisten Afroamerikaner, und man erhoffte sich, durch pastorale Tätigkeit und Evangelisierung das Vertrauen der Bevölkerung zu erlangen.
Die 1891 auf dem gleichen Gebiet tätigen Missionsgesellschaft vom hl. Joseph von Mill Hill, deren Generalsuperior Kardinal Vaughan war, erkannten frühzeitig, dass es dringend notwendig war, afroamerikanische Priester auszubilden. Mit ihrer Unterstützung wurde 1893 die St. Joseph’s Society of the Sacred Heart gegründet. Zu ihrem Leiter wurde der afroamerikanische Priester Charles Randolph Uncles berufen. Die neugegründeten Josephite Fathers, wie sie schon bald genannt wurden, übernahmen nun die Ausbildung junger Afroamerikaner und unterrichteten sie in Theologie und Sozialrecht.

## Ordenseinrichtungen
Die Priester und Brüder leben und arbeiten in den örtlichen Pfarreien. Die Anzahl der Schüler liegt zwischen 700 und 800. Das Zentrum für die pädagogische Lehrtätigkeit in Baltimore bietet allen Interessierten Unterstützung durch Videos, Veranstaltungskalendern und Entwicklungsprogrammen an. Das Noviziat der Josephiten befindet sich in Baltimore. Weiterhin unterhalten sie die St. Augustin High School in New Orleans, die Landwirtschaftsschule St. Joseph Manor und das Priesterseminar in Washington, D.C. Weitere Gemeinden und Schulen bestehen in Alabama, Kalifornien, Louisiana, Maryland, Mississippi, Texas und Virginia.

## Generalsuperioren
- Eugene Patrick McManus (1988–1995)
- Robert Michael Kearns (1995–2003)
- Edward J. Chiffriller (2003–2011)
- William L. Norvel (seit 2011)